# Крајпуташ на Галичу
Крајпуташ на Галичу (Општина Горњи Милановац) налази се на потесу Мајсторовина у селу Бершићи, на путу за Дренову. По локалном предању, крајпуташ је подигнут у спомен на неког Мајсторовића, „али се не зна да ли је био пролазник или мештанин. По њему ликалитет и носи име Мајсторовина”.

## Опис споменика
Мали споменик у форми облаша, окренут је ка североистоку. Нема словних ознака ни бројева. Са предње стране уклесани су крст крст и две розете. На полеђини прекривеној лишајевима, нема уреза.
Споменик је исклесан је од сивог пешчара. Скромних је димензија: 80х40х18 cm. Релативно добро је очуван, али скрајнут од погледа, јер се налази у економском делу једног сеоског имања.